# Silvino Lopes Évora
Silvino Lopes Évora é um jornalista, professor universitário, escritor e poeta cabo-verdiano. Silvino Lopes Évora é Presidente da Assembleia Municipal do Tarrafal, Ilha de Santiago, Cabo Verde.  

## Biografia
Nasceu na localidade de Chão Bom, em Tarrafal, onde fez todo o seu ensino primário e o ciclo preparatório. O ensino secundário, fê-lo no Liceu de Santa Catarina em Assomada. Depois, seguiu para a Cidade da Praia para fazer o Ano Zero, equivalente a 12º Ano de Escolaridade.
Concluído os estudos liceais, Silvino Lopes Évora regressa para Tarrafal, tendo ido leccionar a disciplina de Língua Portuguesa na Escola Secundária do Tarrafal. Fê-lo por dois anos consecutivos. Depois, assumiu o destino de "caminho longe", que marca a existência cabo-verdiana, banhou o espírito no mar de Tarrafal, disse adeus e seguir para a diáspora. Primeiro Coimbra, depois Lisboa, seguidamente Braga, depois Lisboa, Santiago de Compostela, Lisboa, Braga para defender a sua tese de doutoramento.

## Percurso académico
- 1999 - 2004: Licenciatura em Jornalismo - Faculdade de Letras, Universidade de Coimbra.
- 2003 - 2004: Pós-graduação em Jornalismo Judiciário, Faculdade de Direito, Universidade Católica Portuguesa;
- 2004 - 2006: Mestrado em Ciências da Comunicação - Especialização em Informação e Jornalismo, Instituto de Ciências Sociais, Universidade do Minho;
- 2006 - 2010: Doutoramento em Ciências da Comunicação - Especialização em Sociologia da Informação e da Comunicação, Instituto de Ciências Sociais, Universidade do Minho;

Doutoramento Europeu, com estadia de um semestre de investigação na Universidade de Santiago de Compostela.
É professor e coordenador do curso de jornalismo da Universidade de Cabo Verde

## Percurso literário
Em 2009 lançou a sua primeira obra poética, intitulada Rimas no Deserto - Poemas Inéditos. Posteriormente, publicou na III Antologia de Poetas Lusófonos. Em 2010, saiu o segundo livro de poesia com o título de O Passaporte da Diáspora. Porém, não é só de poesia se fazem os escritos de Silvino Lopes Évora. No campo científico lança, em 2011, com a prestiagada MinervaCoibra, Concentração dos Media e Liberdade de Imprensa.
- 2009: "Rimas no Deserto - Poemas Inéditos", Chiado Editora, Lisboa.[4]
- 2010: "O Passaporte da Diáspora", WAF Editora, Porto.
- 2011: "Concentração do Media e Liberdade de Imprensa", MinervaCoimbra, Coimbra.
- 2012: "Políticas de Comunicação e Liberdade de Imprensa", Editura, Cidade da Praia.
- 2013: [Organização conjunta com Alfredo Pereira] As Ciências de Comunicação em Cabo Verde, INTERCOM, São Paulo.
- 2014: [Organização] "Antologia dos Poetas de Tarrafal de Santiago", Editorial Sotavento, Cidade da Praia.
- 2015: "Tratado Poético da Cabo-verdianidade", Editorial Sotavento, Cidade da Praia.
- 2018: "Comunicação Social e Cidadania", ISE Editorial, Cidade da Praia.

## Prémios e distinções
Grande Prémio Cidade Velha, 2010,  Ministério da Cultura de Cabo Verde, Cidade da Praia, Cabo Verde;
- Prémio Orlando Pantera - Talento Jovem, 2010, Ministério da Cultura de Cabo Verde, Cidade da Praia, Cabo Verde;[5]
- Prémio Ministério da Poesia 2009, WAF Editora, Porto, Portugal;
- Concurso a Incentivos para Apoios de Obras em Comunicação Social; Gabinete para os Meios de Comunicação Social, Governo de Portugal.